# 1780 Kippes
1780 Kippes је астероид главног астероидног појаса са пречником од приближно 27,92 km.
Афел астероида је на удаљености од 3,164 астрономских јединица (АЈ) од Сунца, а перихел на 2,867 АЈ.
Ексцентрицитет орбите износи 0,049, инклинација (нагиб) орбите у односу на раван еклиптике 8,977 степени, а орбитални период износи 1912,810 дана (5,236 година).
Апсолутна магнитуда астероида је 10,68 а геометријски албедо 0,121.
Астероид је откривен 12. септембра 1906. године.